# Quadricalcarifera leucocraspedus
Quadricalcarifera leucocraspedus är en fjärilsart som beskrevs av James John Joicey och Talbot 1917. Quadricalcarifera leucocraspedus ingår i släktet Quadricalcarifera och familjen tandspinnare. Inga underarter finns listade.